# Alasombo
Alasombo is een bestuurslaag in het regentschap Sukoharjo van de provincie Midden-Java, Indonesië. Alasombo telt 3361 inwoners (volkstelling 2010).